# Solva nigritibialis
Solva nigritibialis is een vliegensoort uit de familie van de Xylomyidae. De wetenschappelijke naam van de soort is voor het eerst geldig gepubliceerd in 1838 door Justin Pierre Marie Macquart in Webb & Berthelot.